# Diana Muldaur
Diana Muldaur (New York, 19 de agosto de 1938) es una actriz de cine estadounidense nominada a los Premios Emmy por sus papeles en televisión.

## Biografía
Nacida en Nueva York, se crio en Martha's Vineyard, Massachusetts, comenzando a actuar en la escuela secundaria y continuando hasta la universidad, se graduó del Colegio Sweet Briar en Virginia en 1960. Además estudió actuación con Stella Adler. Fue miembro de la junta de la Screen Actors Guild y fue la primera mujer en ser presidente de la Academia de Ciencias y Artes Televisivas (1983-1985).

## Televisión
Sus papeles en la pantalla chica son muy amplios incluyendo:
- Circle in the Square (1960)
- The DuPont Show of the Week (1964)....... Dorothy
- Mr. Broadway (1964)....... Recepcionista
- The Secret Storm (1965)........ Ann Wicker
- Doctor Kildare (1966)....... Jeannie Orloff
- Hawk  (1966)....... Laura Case
- T.H.E. Cat (1966)........ Lilah Hadis
- Gunsmoke (1967) (episodio "Fandango")..........Laurel Tyson
- Alma de acero (1967)..........Dr. Jean Winters
- Yo, espía 1968)............ Sally
- Los invasores (1968) ........Claire
- The Outcasts (1968).......... Peg Skinner
- Bonanza (1968).......... Mary Roman
- Star Trek (1968)........ Ann Mulhall / Dr. Miranda Jones
- Felony Squad (1968)........ Margaret Collins
- The Survivors  (1969)........ Belle
- Buscando novia a papá (1969)...... Lynn Bardman
- Patrulla juvenil (1970)........ Claire Tragis
- Dan August (1970).......... Elizabeth
- Hawai 5-0 (1970-1972)....... Angela / Cathy Wallis
- Centro médico (1972)......... Dra. Harper
- McCloud (1970-1977)...............Chris Coughlin / Chris
- Kung Fu (episodio "The Elixir")....Theodora
- Born Free (1974)........Joy Adamson
- The Incredible Hulk (1979-1981)......... Helen Banner
- Murder, She Wrote (1985)....... Alexis Post
- A Year in the Life (1987)........ Dra. Alice Foley
- Star Trek: The Next Generation (1988-1989)........ Dra. Katherine Pulaski
- La ley de Los Ángeles (1989-1991)........ Rosalind Shays
- Nido vacío (1992)........... Sonya Phillips
- Batman: La Serie Animada (1992-1993)...... Voz de la Dra. Leslie Thompkins
- El príncipe Valiente (1994)......... Lady Morgana

Entre muchas otras series en las que pudo lucir su talento actoral innato.Gracias a su papel en la serie  La ley de los Ángeles, fue ganadora de dos nominaciones a los Premios Emmy.

## Cine
En la pantalla grande tuvo importantes y reconocidos roles.
Debutó con El nadador en 1968, en el papel de Cynthia.
Le siguió Número uno en 1969, interpretando a Ann Marley, junto a actores como Charlton Heston, Jessica Walter y Bruce Dern.
En 1970 hizo de Ruth Petrocelli en el film dramático, The Lawyer.
Un año más tarde actuó en Asalto al último tren, como Katy.
En 1972 incursionó en el cine de terror clásico con El otro (The Other), interpretando a Alexandra, junto a la primera actriz Uta Hagen y los gemelos Chris y Martin Udvarnoky.
En 1973 trabajo en las películas Call to Danger, como Carrie Donovan,  al lado del actor Peter Graves;Y Ordeal, en el rol de Kay Damian.
En 1974 hizo junto a  John Wayne y Eddie Albert, la película McQ.En este año también hizo los films Hog Wild (como Martha Melborne), Planet Earth (como Marg)  y  Los sobrevivientes elegidos (como Alana Fitzgerald).
En 1977 regresa al cine con las películas Beyond Reason, Cry for Justice, Pine Canyon Is Burning, y en The Deadly Triangle.
En 1978 actuó en To Kill a Cop encarnando a Agnes Cusack y en Maneaters Are Loose! como May Purcell.
En 1979 protagonizó Police Story: A Cry for Justice y en El milagro de Keller interpretando a Kate Keller.
En 1980 le tocó El retorno de Frank Cannon en el personaje de Sally Bingham.
En 1982 vino Terror at Alcatraz como Terri Seymour.
En 1986 hizo el film Tragedia en tres actos, encarnando el papel de Angela Stafford.
En 1989 vino Muerte silenciosa  con Dennis Weaver, J.D. Cannon y Terry Carter.
En 1991 es reconocido su personaje de Lauren Jeffreys en el film Perry Mason: The Case of the Fatal Fashion, junto al gran actor Raymond Burr. También, en ese año, hizo Locked Up: A Mother's Rage como Frances.

## Vida privada
Diana es la hermana mayor del cantante y compositor Geoff Muldaur, y la tía del cantante / compositor Jenni Muldaur y el cantante / compositor Clare Muldaur Manchón. Vivió en Los Ángeles desde 1970 hasta 1991. Es también una criadora, propietaria y jueza Airedale Terrier.
Estuvo casada con el actor James Vickery hasta su muerte por cáncer en 1979. Y con el escritor / productor Robert Dozier, quien murió de cáncer en 2012.No tiene hijos.